# 1968年メキシコシティーオリンピックのスウェーデン選手団
1968年メキシコシティーオリンピックのスウェーデン選手団（1968ねんメキシコシティーオリンピックのスウェーデンせんしゅだん）は、1968年10月12日から10月27日にかけてメキシコの首都メキシコシティーで開催された1968年メキシコシティーオリンピックのスウェーデン選手団、およびその競技結果。

## 概要
今大会は金メダル2個、銀メダル1個、銅メダル1個の合計4個のメダルを獲得した。

## メダル
| メダル | 選手名                                                                                      | 競技   | 種目                       |
| ------ | ------------------------------------------------------------------------------------------- | ------ | -------------------------- |
| 銀     | ストゥル・ペーテルソン トーマス・ペーテルソン エリック・ペーテルソン イェスタ・ペーテルソン | 自転車 | 男子チームタイムトライアル |
| 銅     | イェスタ・ペーテルソン                                                                      | 自転車 | 男子個人ロードレース       |